# تودانكا
بلدية تودانكا (بالإسبانية: Tudanca)‏، هي إحدى بلديات منطقة كانتابريا, المصنفة على أنها مقاطعة أيضاً، في شمال إسبانيا.
يبلغ عدد سكانها 245 نسمة وفقاً لإحصائية سنة (2002).